# فرانسیس نیت
فرانسیس وب نیت (انگلیسی: Francis Webb Neate) (زاده ۱۳ مه ۱۹۴۰) یک بازیکن انگلیسی کریکت سابق و یک وکیل است که در سالهای ۲۰۰۵ و ۲۰۰۶ به عنوان رئیس کانون وکلای بین‌المللی فعالیت داشته‌است.

## فعالیت حرفه‌ای
فرانسیس نیت پس از فارغ‌التحصیل شدن در دانشگاه آکسفورد با بی‌ای در دانش نظری حقوق در مدرسه حقوق دانشگاه شیکاگو تحصیل کرد و موفق به کسب جی‌دی شد. وی در سال ۱۹۶۴ به شرکت حقوقی (Slaughter&May) پیوست و تا سال ۱۹۹۷ در آنجا کار کرد. او از سال ۱۹۹۷ تا ۲۰۰۴ در شرودرز به عنوان مشاور حقوقی این گروه کار کرد، سپس از ۲۰۰۴ تا ۲۰۰۹ در کرکلند و الیس در سمت مشاور کرکلند و الیس اشتغال داشد.
او در سال ۲۰۰۵ و ۲۰۰۶ رئیس کانون وکلای بین‌المللی بود. وی در دوران ریاست، یک کمپین جهانی را برای جلب حمایت از پایبندی به پیشبرد حاکمیت قانون، آغاز کرد و خاطرنشان نمود که حاکمیت قانون «اکنون مورد تهدید قرار گرفته‌است حتی در کشورهایی که قبلاً به قانون احترام گذاشته می‌شد».
وی، از سال ۱۹۸۶ تا ۱۹۹۷، مشاور حقوقی اصلی هیئت آزمایش و کریکت کانتی، بود که قبلاً هیئت کریکت انگلیس و ولز خوانده می‌شد، او در ۱۹۹۶ در تأسیس آن کمک کرد. وی تقریباً یازده سال کار حقوقی هیئت‌ها را انجام داد.

## جوایز و تالیفات
فرانسیس نیت وی جایزه دستاورد زندگی عمر جامعه حقوق مدنی لندن را در سال ۲۰۱۱ «به پاس قدردانی از حرفه قانونی طولانی و ممتاز خود» دریافت کرد.
انتشارات وی شامل کتاب حاکم قانون: چشم‌اندازهایی از سراسر جهان (LexisNexis، ۲۰۰۹) است.